# Forgæring
Forgæring er en ufuldstændig nedbrydning af et organisk stof. Forgæringen foregår under iltfrie anaerobe forhold. Der findes to forskellige former for forgæring: 
- Alkoholforgæring sker fx under brygning af øl, og her omdannes pyrovat fra glycolysen først til acetaldehyd under frigivelse af kuldioxid hvorefter der sker en redoxreaktion og acetaldehyd recuceres til ethanol.
- Laktatforgæring sker i muskelceller fx ved hårdt fysisk arbejde og her reduceres pyrovat til laktat.